# Carcedo de Bureba
Carcedo de Bureba – gmina w Hiszpanii, w prowincji Burgos, w Kastylii i León, o powierzchni 42,66 km². W 2011 roku gmina liczyła 50 mieszkańców.